# Iván Weissman
Iván Weissman Senno (Nueva York, Estados Unidos, 22 de julio de 1964) es un economista y politólogo de profesión y oficia como periodista sin tener el título o grado. Fundador y director del primer diario electrónico de negocios chileno, El Mostrador Mercados, además de subdirector del diario electrónico El Mostrador. En julio de 2020 lanzó el newsletter El Semanal que en la actualidad cuenta con cerca de 20 mil suscriptores. Es socio fundador de RED/ACCIÓN en Argentina.

## Biografía
Nació en Estados Unidos, sus padres son los chilenos, Mauro Weissman y Oriele Senno. Tras la separación de estos llegó a Chile cuando tenía casi dos años. Estudió en The Grange School y antes de cumplir 18 años se mudó a los Estados Unidos para asistir a la universidad. Está casado con una argentina que tiene tres hijos y en la actualidad divide su tiempo entre Santiago y Buenos Aires, Argentina.

## Formación
Tiene un BA en Economía y Ciencias Políticas en la Universidad de California, Berkeley. Un MA en Relaciones Internacionales en la School of International Service de American University.

## Carrera profesional
Fue gerente editorial para Europa, África y Medio Oriente para el servicio de noticias Bloomberg, además de head para Reino Unido de Televisión para la misma compañía. Anteriormente se desempeñó como sénior producer para CNBC Business News.
Fue subdirector del Grupo Editorial de El Mostrador y fundador de El Mostrador Mercados. Es creador de El Semanal, un newsletter que cubre temas financieros, económicos y políticos, lanzado en julio de 2020, en plena pandemia de coronavirus. Actualmente, tiene 19.774 suscriptores. Mientras que el producto prémium suma casi 1.000 suscriptores.
Tras su paso por el sitio de noticias de Chile, Weissman pasó a formar parte del equipo fundador de RED/ACCIÓN. En ese medio nativo digital argentino el periodista especializado en economía se hizo cargo, hasta febrero de 2022, de uno de sus productos editoriales más exitosos: GPS, una newsletter con dos ediciones diarias que ofrece una curaduría de contenidos que explican los eventos más importantes del país y el mundo.
Ha trabajado además en la industria financiera y como analista político.
Ha escrito diversas columnas sobre el rol de periodismo en diversas entidades académicas u gremiales, como por ejemplo la Fundación Gabo.